# Млинцы
Млинцы (укр. Млинці) — село в Козовской поселковой общине Тернопольского района Тернопольской области Украины.
До 2020 года входило в Козовский район.
Код КОАТУУ — 6123082409. Население по переписи 2001 года составляло 75 человек.

## Географическое положение
Село Млинцы находится на правом берегу реки Высушка, которая через 0,5 км впадает в реку Стрыпа,
выше по течению на расстоянии в 1 км расположено село Городище.